# 折多景天
折多景天（学名：Sedum feddei）是景天科景天属的植物，为中国的特有植物。分布在中国大陆的四川等地，目前尚未由人工引种栽培。